# Paul Romer
Paul Romer (Denver, Colorado, 1955. november 6. –) amerikai közgazdász. 2018-ban közgazdasági Nobel-emlékdíjat kapott az „endogén növekedéselmélettel kapcsolatos munkájáért”.

## Élete
Romer édesapja Roy Romer, Colorado korábbi kormányzója. Fizikát és matematikát tanult a Chicagói Egyetemen, ahol 1977-ben végzett. További tanulmányokat folytatott a Massachusettsi Műszaki Egyetemen és a Queens Egyetemen Kanadában, majd közgazdaságból letette a doktoriját 1983-ban.
Tanított a Rochesteren, a Berkeley-n, a Stanfordon, a Chicagói Egyetemen és a New York-i Stern Gazdasági Főiskolán. 2000-ben létrehozta az Aplia nevű vállalkozást, amely a diákok online felületen lévő tanulását segítette. 2016-tól 2018-ig a Világbank-csoport vezető gazdasági tanácsadója volt.

### Az endogén növekedéselmélet
Az 1980-as évektől Romer az innovációt kezdte tanulmányozni, a gazdasági növekedés egy mozgató rugóját, de Robert Solow-val ellentétben nem mint külső tényezőként, hanem mint a piacgazdaság belső (azaz endogén) termékeként tekintett rá. Romer megmutatta, hogy a jól kialakított állami irányelvek (beleértve az állami támogatásokat a kutatás-fejlesztés terén és a tulajdonjogokat) elengedhetetlenek a technológiai innováció belső kialakulására. Az endogén növekedéselmélet Romer kutatásainak és elméleteinek köszönhetően jött létre és a közgazdaság egy új ágaként működik: Romer munkájára alapozva az innováció és gazdasági növekedés kapcsolatát vizsgálja.

## Fontosabb publikációi
- 1986: Increasing Returns and Long-Run Growth. Journal of Political Economy, Vol. 94, No.5 (Oct. 1986), pp. 1002–1037
- 1990: Endogenous Technological Change. Journal of Political Economy, Vol. 98, No. 5
- 1994: New Goods, Old Theory, and the Welfare Costs of Trade Restrictions. Journal of Development Economics, No. 43 (1994), pp. 5–38
- 1996: Preferences, Promises and the Politics of Entitlement. Chapter 7 from Individual and Social Responsibility
- 2010: The New Kaldor Facts: Ideas, Institutions, Population and Human Capital. Forthcoming American Economic Journal: Macroeconomics, January 2010